# Briantspuddle
Briantspuddle – wieś w Anglii, w hrabstwie Dorset, w dystrykcie (unitary authority) Dorset. Leży 13 km na wschód od miasta Dorchester i 173 km na południowy zachód od Londynu.